# Viejo fuerte Español (Pascagoula)
El Viejo fuerte Español (Old Spanish Fort, en inglés), también conocido como casa LaPointe-Krebs o Viejo fuerte Francés (Vieux fort, en francés), es una casa histórica con origen en el siglo XVIII en época de la Luisiana francesa, situada en  Pascagoula, Mississippi.
Se agregó al Registro Nacional de Lugares Históricos en 1971.
Se trata de la casa más antigua del estado de Mississippi y el único testimonio de la época de la Luisiana francesa en el estado. 

## Historia
El Viejo fuerte Español o casa LaPointe-Krebs data de 1757. Fue edificada en la explotación agropecuaria del matrimonio Krebs- La Pointe. Hugo Ernestus Krebs, originario de Neumagen en Renania, formaba parte de la colonia de la Costa Alemana. Estaba casado con la hija de Joseph Simon dit La Pointe, a quien se le había dado la concesión de los terrenos entre 1713 y 1717. La Pointe procedía de Montreal en Nueva Francia (actualmente Canadá). En la región de la bahía de Mobile se habían asentado a principios del siglo XVIII otros novofranceses procedentes de Dauphin Island, quienes establecieron explotaciones agrícolas o ganaderas. Los principales cultivos eran el índigo para tintes y el mirto para la cera de las velas, con mano de obra indígenas en régimen de esclavitud, sustituida después por africanos procedentes del comercio triangular. El explorador  Bernard Romans dio cuenta de la invención pionera de Krebs de una desmotadora de algodón de rodillo más de dos décadas antes de la invención de Eli Whitney en 1793 
Tras la derrota francesa en la guerra de los Siete Años, la Luisiana pasó a soberanía española en 1763. El nombre de Viejo fuerte Español data de la época de la Luisiana española, en la que la casa fue propiedad del militar don Enrique Ginarest, emparentado con los Krebs. Fue rehabilitada tras los daños de un huracán en 1772. La permanencia en el tiempo de la residencia y la explotación agropecuaria dio lugar al sobrenombre de fuerte, como sucediera también en el caso de Antonio Gil y Barbo con su Viejo fuerte de Piedra u Old Stone Fort (1779) de Nacogdoches en Texas española (actual Texas).
La propiedad perteneció a los descendientes de La Pointe, Krebs y Ginarest hasta 1914.  
En la actualidad, la Casa LaPointe-Krebs es un museo sobre la historia de Pascagoula y el condado de Jackson.

## Descripción
El Viejo fuerte Español era una residencia asociada a una explotación agropecuaria. Su permanencia en el tiempo le otorgó el sobrenombre de fuerte. Se trataba de una estructura en planta baja, con tres habitaciones que medía 37 pies (11,3 m) de ancho y 62,25 pies (19,0 m) de largo.  Los muros de la estructura tenían un espesor de 18 pulgadas (45,7 cm). Las paredes están construidas en hormigón de concha de ostra con estructura de pino de hoja larga. Se observan además, elementos constructivos anteriores de bousillage de arcilla y una adición posterior de musgo español en la adición occidental y más reciente. Tres de sus lados tenían un galería de entramado y postes de madera. El tejado a dos aguas tenía tejas de madera. El suelo de hormigón de concha de ostra se cubrió de tablas en 1820. 
Es uno de los pocos testimonios, junto al Antiguo Convento de las Ursulinas (1734) de Nueva Orleans, de la época de la Luisiana francesa en la costa de Golfo. 
Se agregó al Registro Nacional de Lugares Históricos en 1971 y fue designada Monumento de Mississippi en 1984. 

## Galería

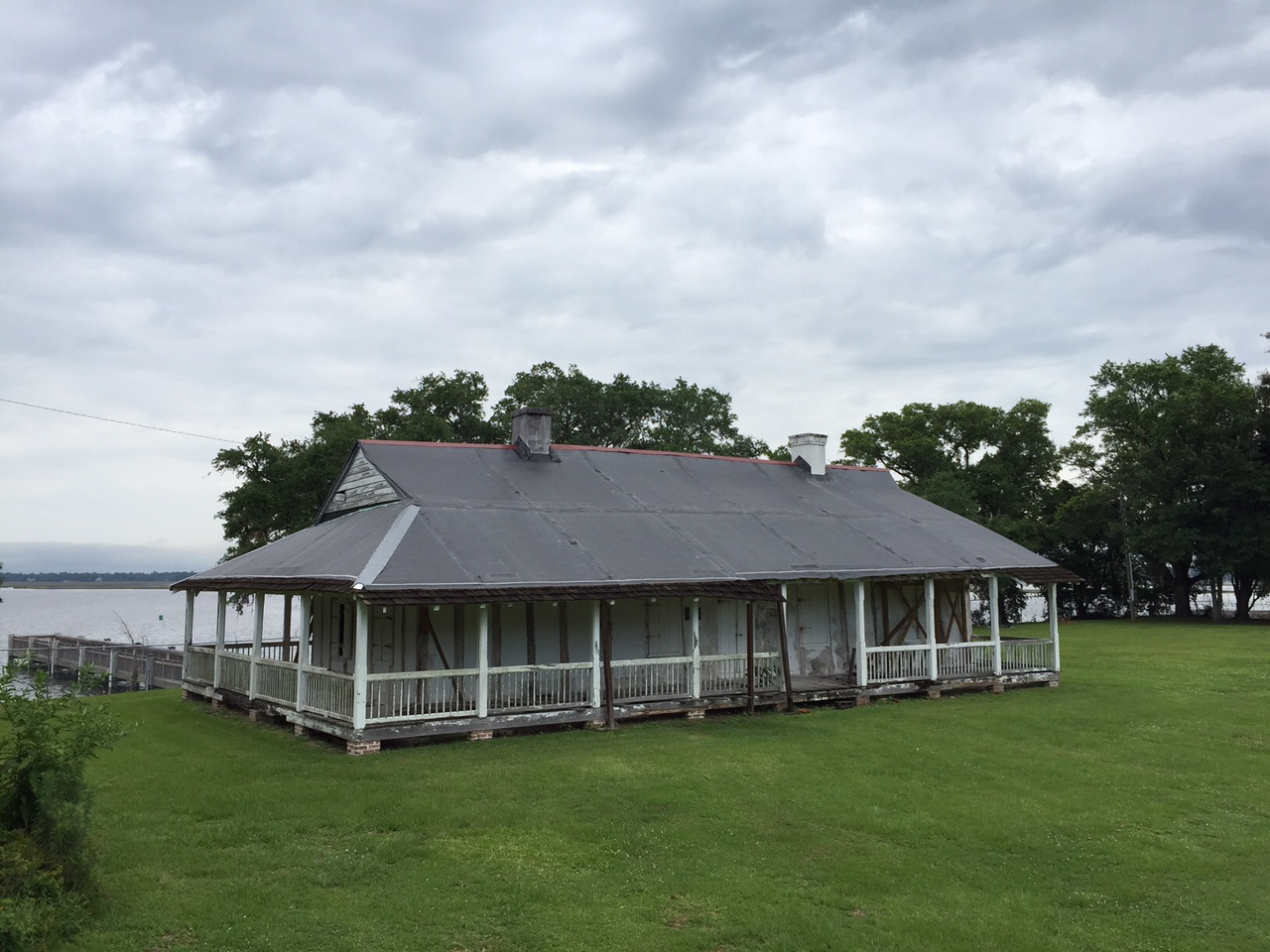
Fachada orientada al sur en 2015, antes de la restauración.
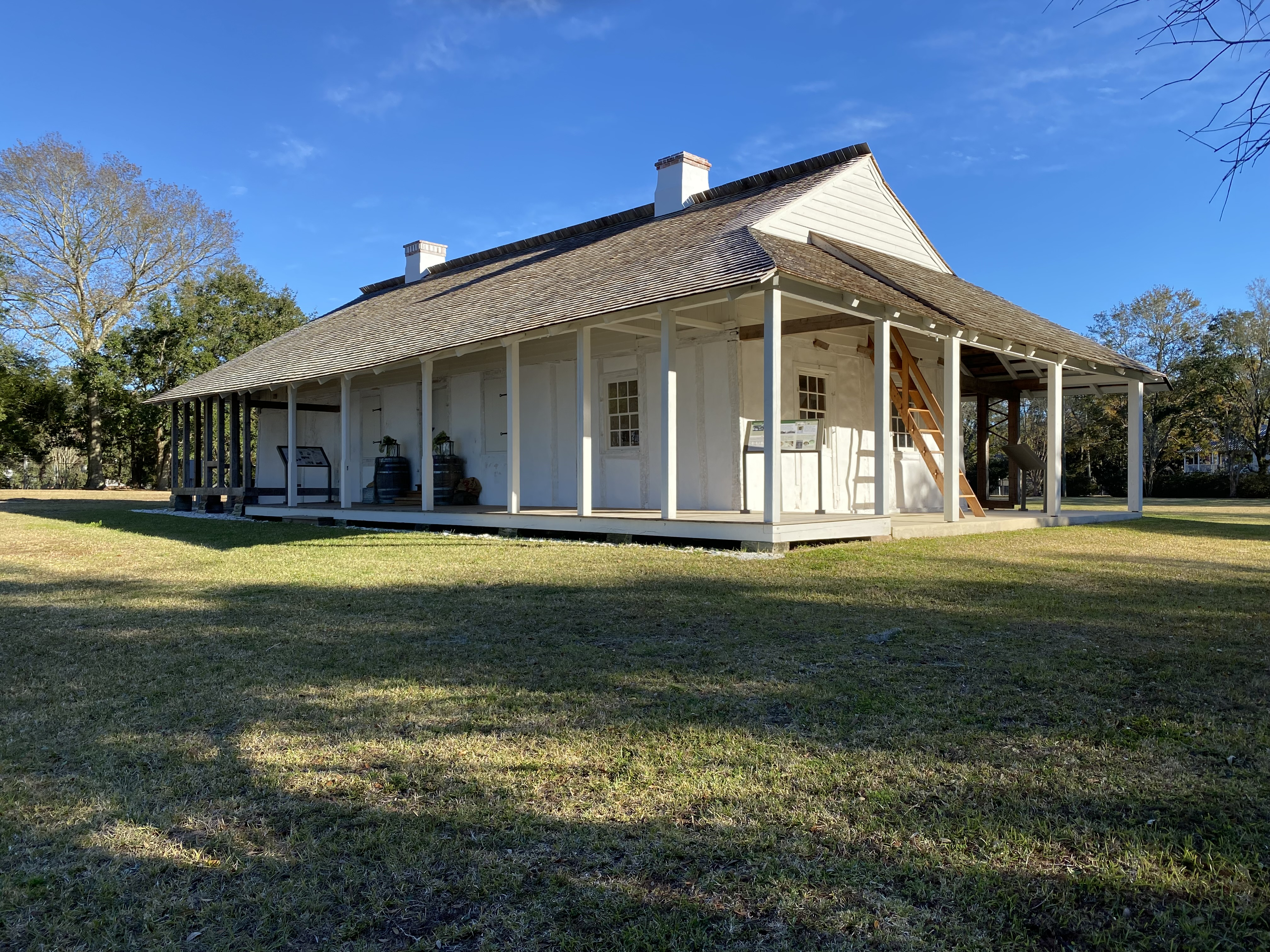
Vista noroeste de LaPointe Krebs House en enero de 2022, después de la restauración.